# Vincent Sarich
Vincent M. Sarich (* 13. Dezember 1934 in Chicago, Illinois; † 27. Oktober 2012 in Shoreline) war ein US-amerikanischer Anthropologe und Professor der University of California, Berkeley.

## Werdegang
Vincent Sarich studierte zunächst Chemie am Illinois Institute of Technology, nach dem Bachelor-Abschluss folgten ein Master- und ein Doktor-Grad im Fach Anthropologie an der University of California, Berkeley. Von 1966 bis zu seiner Pensionierung im Jahr 1994 war er in Berkeley als Professor für Anthropologie tätig. Danach war er noch als Lecturer an der University of Auckland in Neuseeland beschäftigt.

## Forschung
In den 1960er-Jahren war er mit Allan Wilson ein Pionier Molekularer Uhren. In zwei 1966 und 1967 in Science abgedruckten Publikationen wurde nachgewiesen, dass sich die je Art unterschiedlichen Varianten des globulären Proteins Albumin dazu eignen, die verwandtschaftliche Nähe von Arten zu rekonstruieren und zugleich abzuschätzen, vor wie vielen Jahren der letzte gemeinsame Vorfahre dieser Arten (Most recent common ancestor, MRCA) lebte.
Sarich gehörte zu den 52 Mitunterzeichnern des Aufsatzes Mainstream Science on Intelligence, geschrieben von Linda Gottfredson und im Dezember 1994 veröffentlicht vom Wall Street Journal, der sich gegen die Thesen des Buches The Bell Curve zur Erblichkeit von Intelligenz richtete. 2004 argumentierte er in seinem Buch Race. The Reality of Human Difference dahingehend, dass der mittlere Intelligenzquotient der Menschen im subsaharaischen Afrika (die er einer eigenen Rasse zuordnete) nur annähernd 70 Punkte betrage und dass dies genetisch bedingt sei.

## Publikationen (Auswahl)
- mit Allan C. Wilson: Quantitative Immunochemistry and the Evolution of Primate Albumins: Micro-Complement Fixation. In: Science. Band 154, Nr. 3756, 1966, S. 1563–1566, doi:10.1126/science.154.3756.1563
- mit Allen C. Wilson: Immunological time scale for hominid evolution. In: Science. Band 158, Nr. 3805, 1967, S. 1200–1203, doi:10.1126/science.158.3805.1200, Volltext (PDF)
- mit Frank Miele: Race. The Reality of Human Differences. Westview Press (2004). ISBN 0-8133-4086-1
- The Final Taboo in: Skeptic (Altadena, CA) January 1, 2000. Volume 8, Issue 1, S. 38
- mit P. Dolhinow: Background for man; readings in physical anthropology
- Adrienne L. Zihlman, John E. Cronin, Douglas L. Cramer, Vincent M. Sarich: Pygmy chimpanzee as a possible prototype for the common ancestor of humans, chimpanzees, and gorillas. In: Nature. Band 275 (1978), S. 744–746.
- L. Zihlman, John E. Cronin, D. L. Cramer, Vincent M. Sarich: Pygmy Chimpanzee as a Possible Prototype for Common Ancestor of Humans, Chimpanzees and Gorillas. In: Nature.
- Jon Marks, Carl W. Schmid, Vincent M. Sarich: DNA hybridization as a guide to phylogeny. Relations of the Hominoidea. In: Journal of Human Evolution. Band 17 (1988), S. 769–786.